# Francesco Cesarei Leoni
Francesco Cesarei Leoni (né le 1er janvier 1757 à Pérouse et mort le 25 juillet 1830 à Jesi) est un cardinal italien du XIXe siècle. 

## Biographie
Le pape Pie VII le crée cardinal in pectore lors du consistoire du 8 mars 1816. Sa création est publiée le 28 juillet 1817. Cesarei est élu évêque de Jesi en juillet 1817. Il participe au conclave de 1823, lors duquel Léon XII est élu pape, mais pas au conclave de 1829 (élection de Pie VIII).

### Sources
- (en) The Cardinals of the Holy Roman Church